# Крехозеро
Крехозеро — пресноводное озеро на территории Важинского городского поселения Подпорожского района Ленинградской области.

## Общие сведения
Площадь озера — 1 км², площадь водосборного бассейна — 3,4 км². Располагается на высоте 128,7 метров над уровнем моря.
Форма озера лопастная, продолговатая: оно почти на два километра вытянуто с севера на юг. Берега изрезанные, каменисто-песчаные, местами заболоченные.
С северо-восточной стороны озера вытекает небольшая протока, впадающая в озеро Шожма, из которого берёт начало река Шожма, втекающая в реку Рандозерку, впадающую в реку Важинку, правый приток Свири.
По центру озера расположен один небольшой остров без названия.
К северу от озера проходит лесная дорога.
Населённые пункты вблизи водоёма отсутствуют.
Код объекта в государственном водном реестре — 01040100711102000015204.